# Angel (Madonna-Lied)
Angel ist ein Lied von Madonna aus dem Jahr 1984, das von ihr und Stephen Bray geschrieben wurde. Nile Rodgers produzierte den Popsong, der zunächst im November 1984 auf dem Album Like a Virgin veröffentlicht und am 10. April 1985 daraus als dritte Single ausgekoppelt wurde. Der Song war in den USA und im Vereinigten Königreich jeweils ein Top-Five-Hit.

## Entstehung und Inhalt
Im Song besingt Madonna ein Mädchen, das an Depressionen leidet. Ein „Engel“ setzt dem ein Ende, in den sie sich zugleich verliebt. In einem Interview erklärte Madonna, dass sie ähnliche Gefühle gehabt habe, als sie jung war. Die Vorstellung, Schutzengel anzurufen, stammt auch aus ihrer katholischen Erziehung. „I think it’s important to call angels to you to protect you,“ sagte sie. „That’s part of the ritualistic moment. The calling of angels.“
Die Aufnahmen fanden bereits im April 1984 statt, die anhaltenden hohen Verkaufszahlen ihres ersten Albums verzögerten jedoch das Projekt des zweiten Albums zu Madonnas Missfallen. Ursprünglich plante sie, Angel als erste Single auszukoppeln, jedoch entschied sie sich für Like a Virgin, nachdem dieser Song fertiggestellt war.

## Veröffentlichung und Rezeption
Die Single wurde am 10. April 1985 veröffentlicht. Als B-Seite wurde in den USA und Australien ein Dance Mix des Songs für die 7"-Single sowie Into the Groove für die 12"-Maxi-Single verwendet, in Europa jeweils Burning Up sowohl auf der 7"- als auch auf der 12"-Version.
Der Song erreichte in vielen Ländern hohe Chartpositionen, etwa in Spanien und Neuseeland Platz zwei, im Vereinigten Königreich und den USA Platz fünf. In Deutschland kam der Song auf Platz 31, in der Schweiz auf Platz 17, in den Niederlanden auf Platz 46 und im flämischen Teil Belgiens auf Platz 20.

## Musikvideo
Madonna plante auch, zum Song ein Musikvideo zu drehen, doch da schon fünf Videos auf Rotation liefen, entschied sich die Plattenfirma dagegen, und es wurde ein Video aus bereits existierenden Ausschnitten anderer Drehs zusammengeschnitten.

## Coverversionen
- 1998: Al Jarreau